# Hoquei sobre gel als Jocs Olímpics
L'hoquei sobre gel és un esport que forma part del programa olímpic des dels Jocs Olímpics des de 1920. És, juntament amb el patinatge artístic sobre gel, l'únic esport d'hivern que ha participat en uns Jocs Olímpics d'Estiu gràcies a la seva inclusió en el programa olímpic dels Jocs Olímpics d'Estiu de 1920 realitzats a Anvers (Bèlgica). Posteriorment, però, fou inclòs en els programa olímpics dels Jocs Olímpics d'Hivern de 1924 realitzats a Chamonix (França), passant a disputar-se des d'aquell moment en aquest Jocs Olímpics. La competició femenina no fou introduïda fins als Jocs Olímpics d'Hivern de 1998 realitzats a Nagano (Japó).
Els grans dominadors d'aquest esport són el Canadà i l'extinta Unió Soviètica, seguides a gran distància dels Estats Units i Suècia.

## Medallistes

### Categoria masculina
| Edició                      | Or             | Argent         | Bronze         |
| Anvers 1920                 | Canadà         | Estats Units   | Txecoslovàquia |
| Chamonix 1924               | Canadà         | Estats Units   | Regne Unit     |
| St. Moritz 1928             | Canadà         | Suècia         | Suïssa         |
| Lake Placid 1932            | Canadà         | Estats Units   | Alemanya       |
| Garmisch-Partenkirchen 1936 | Regne Unit     | Canadà         | Estats Units   |
| St. Moritz 1948             | Canadà         | Txecoslovàquia | Suïssa         |
| Oslo 1952                   | Canadà         | Estats Units   | Suècia         |
| Cortina d'Ampezzo 1956      | Estats Units   | Estats Units   | Canadà         |
| Squaw Valley 1960           | Estats Units   | Canadà         | Unió Soviètica |
| Innsbruck 1964              | Unió Soviètica | Suècia         | Txecoslovàquia |
| Grenoble 1968               | Unió Soviètica | Txecoslovàquia | Canadà         |
| Sapporo 1972                | Unió Soviètica | Estats Units   | Txecoslovàquia |
| Innsbruck 1976              | Unió Soviètica | Txecoslovàquia | RFA            |
| Lake Placid 1980            | Estats Units   | Unió Soviètica | Suècia         |
| Sarajevo 1984               | Unió Soviètica | Txecoslovàquia | Suècia         |
| Calgary 1988                | Unió Soviètica | Finlàndia      | Suècia         |
| Albertville 1992            | Equip Unificat | Canadà         | Txecoslovàquia |
| Lillehammer 1994            | Suècia         | Canadà         | Finlàndia      |
| Nagano 1998                 | Txèquia        | Rússia         | Finlàndia      |
| Salt Lake City 2002         | Canadà         | Estats Units   | Rússia         |
| Torí 2006                   | Suècia         | Finlàndia      | Txèquia        |
| Vancouver 2010              | Canadà         | Estats Units   | Finlàndia      |
| Sotxi 2014                  | Canadà         | Suècia         | Finlàndia      |

### Categoria femenina
| Edició              | Or           | Argent       | Bronze       |
| Nagano 1998         | Estats Units | Canadà       | Finlàndia    |
| Salt Lake City 2002 | Canadà       | Estats Units | Suècia       |
| Torí 2006           | Canadà       | Suècia       | Estats Units |
| Vancouver 2010      | Canadà       | Estats Units | Finlàndia    |
| Sotxi 2014          | Canadà       | Estats Units | Suïssa       |

## Medaller

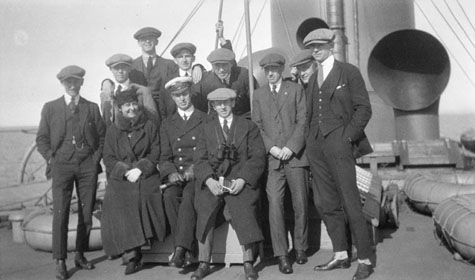
Imatge del primer equip canadenc guanyador de la medalla d'or l'any 1920.

| Posició | CON            | Or | Argent | Bronze | Total |
| 1       | Canadà         | 13 | 5      | 2      | 20    |
| 2       | Unió Soviètica | 7  | 1      | 1      | 9     |
| 3       | Estats Units   | 3  | 11     | 2      | 16    |
| 4       | Suècia         | 2  | 4      | 5      | 11    |
| 5       | Regne Unit     | 1  | 0      | 1      | 2     |
| 5       | Txèquia        | 1  | 0      | 1      | 2     |
| 7       | Equip Unificat | 1  | 0      | 0      | 1     |
| 8       | Txecoslovàquia | 0  | 4      | 4      | 8     |
| 9       | Finlàndia      | 0  | 2      | 6      | 8     |
| 10      | Rússia         | 0  | 1      | 1      | 2     |
| 11      | Suïssa         | 0  | 0      | 3      | 3     |
| 12      | RFA            | 0  | 0      | 1      | 1     |
| 12      | Alemanya       | 0  | 0      | 1      | 1     |
|         |                |    |        |        |       |
| Total   | Total          | 26 | 26     | 26     | 78    |

en cursiva: comitès nacionals desapareguts.

## Medallistes més guardonats

### Categoria masculina
| Nom               | CON                                      | Or | Plata | Bronze | Total |
| Vladislav Tretyak | Unió Soviètica                           | 3  | 1     | 0      | 4     |
| Igor Kravchuk     | Unió Soviètica · Equip Unificat · Rússia | 2  | 1     | 1      | 4     |
| Jiří Holík        | Txecoslovàquia                           | 0  | 2     | 2      | 4     |
| Jere Lehtinen     | Finlàndia                                | 0  | 1     | 3      | 4     |
| Saku Koivu        | Finlàndia                                | 0  | 1     | 3      | 4     |
| Ville Peltonen    | Finlàndia                                | 0  | 1     | 3      | 4     |

### Categoria femenina
| Nom                 | CON          | Or | Plata | Bronze | Total |
| Hayley Wickenheiser | Canadà       | 4  | 1     | 0      | 5     |
| Jayna Hefford       | Canadà       | 4  | 1     | 0      | 5     |
| Caroline Ouellette  | Canadà       | 4  | 0     | 0      | 4     |
| Jennifer Botterill  | Canadà       | 3  | 1     | 0      | 4     |
| Becky Kellar        | Canadà       | 3  | 1     | 0      | 4     |
| Jenny Schmidgall    | Estats Units | 1  | 2     | 1      | 4     |
| Angela Ruggiero     | Estats Units | 1  | 2     | 1      | 4     |